# Victoriano Agüeros
Victoriano Agüeros (Tlalchapa, 1854 – Parigi, 1911) è stato uno scrittore messicano.
Direttore della rivista El imparcial (1882) e fondatore de El Tiempo nel 1883, fu autore del saggio Escritores mexicanos contemporáneos (1880).